# John Luther Long

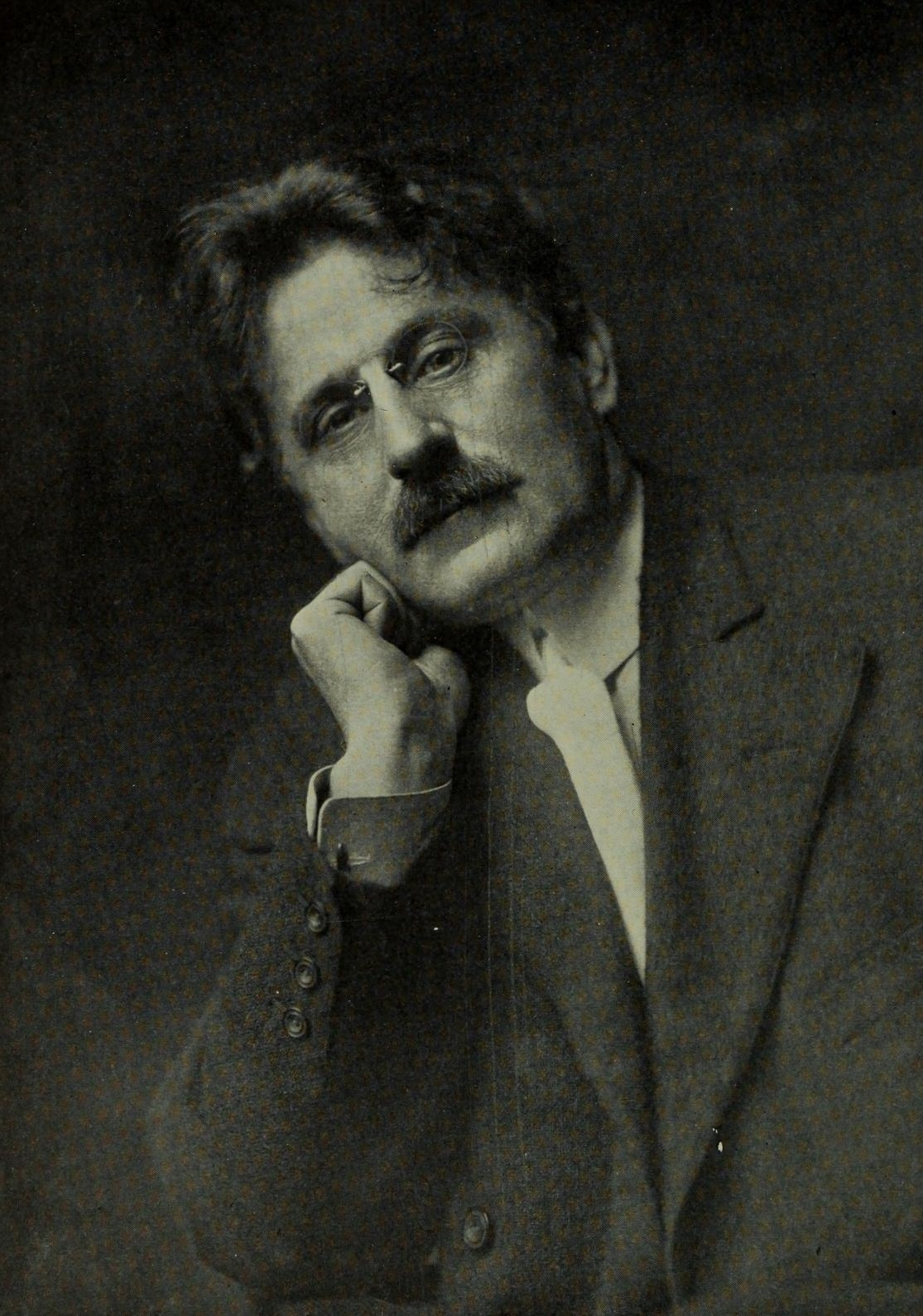
John Luther Long

John Luther Long (* 1. Januar 1861 in Hanover, Pennsylvania; † 31. Oktober 1927 in Clifton Springs, Ontario County, New York) war ein US-amerikanischer Jurist und Schriftsteller, der hauptsächlich wegen seines Werks Madame Butterfly bekannt ist.

## Leben
John Luther Long wurde am 1. Januar 1861 in Hanover/Pennsylvania geboren. Nach dem Jurastudium erhielt Long im Oktober 1881 seine Zulassung als Anwalt. Neben der juristischen Tätigkeit widmete er sich auch der Schriftstellerei. Seine literarische Schaffensperiode fällt in den Zeitraum 1893–1927.
1895 wurde erstmals die Novelle Miss Cherry Blossom of Tokyo beim J.B. Lippincott Verlag in Philadelphia veröffentlicht, in der Long die Erinnerung an seine Schwester Sarah Jane Corell verarbeitet hatte. Longs literarische Vorliebe für fernöstliche Stoffe ist nicht nur im Zuge des aufkommenden Exotismus bzw. "Japonismus" zu sehen. Die Affinität zu Ostasien hatte der Schriftsteller auch seiner Schwester "Jennie" - so Corrells Kosename - zu verdanken. Sie war mit Dr. Irvin Henry Correll verheiratet, der im Zeitraum von 1892 bis 1895 in Nagasaki/Japan als Direktor die Chinzei-Gakkan-Knabenschule geleitet hatte. Das Ehepaar leistete dort für fünf Jahre (1892–1897) ihre Missionsarbeit. John Luther Long selbst hatte das "Land der aufgehenden Sonne" jedoch nie besucht. Den Werken mit ostasiatischem Inhalt liegen also ethnologische bzw. ethologische Quelleninformationen zugrunde, die dem Autor über seine Schwester mitgeteilt wurden.
Trotz der literarischen Erfolge versuchte der Anwalt und Schriftsteller Medien und Öffentlichkeit zu meiden: die letzten Monate seines Lebens verbrachte Long in einem Sanatorium in Clifton Springs/New York, wo er am 31. Oktober 1927 verstarb.
Die Kurzgeschichte Madame Butterfly, die 1898 im renommierten New Yorker Century Illustrated Magazine veröffentlicht wurde, brachte John Luther Long den größten literarischen Erfolg. Der Bühnenautor und Theaterregisseur David Belasco (1853–1931) sowie der italienische Opernkomponist Giacomo Puccini (1858–1924) und seine Librettisten Giuseppe Giacosa (1847–1906) und Luigi Illica (1857–1919) adaptierten Longs Kurzgeschichte zum einen als Bühnenstück (der Einakter Madame Butterfly - a tragedy of Japan, Uraufführung am 5. März 1900 im Herald Square Theatre/New York), zum anderen als Operntragödie in zwei Akten (Madama Butterfly - tragedia giapponese in due atti, Uraufführung am 17. Februar 1904 am Mailänder Teatro alla Scala).
Longs Kurzgeschichte weist nicht nur inhaltliche, sondern auch formale Parallelen zu Pierre Lotis autopsychobiografischem Dokumentationsroman Madame Chrysanthème (1887) auf, den der französische Komponist André Messager (1853–1929) vertonte (Opéra lyrique Madame Chrysanthème, Uraufführung 1893; Libretto: Georges Hartmann, Alexandre André).
1908 wurde er in das National Institute of Arts and Letters gewählt.

## Werke
1895
- Miss Cherry Blossom of Tokyo. Philadelphia: J.B. Lippincott

1898
- Madame Butterfly. New York: Century; The Century Illustrated Magazine 55 (Januar-Ausgabe): p. 274–292
- Purple Eyes. New York: Century
- A Gentleman of Japan. New York: Century
- Kito. New York: Century
- Glory. New York: Century

1900
- The Fod-Women. Philadelphia: J.B. Lippincott

1901
- Prince of Illusion. New York: Century
- Dolce. New York: Century
- Ein Nix-Nutz. New York: Century
- The Honorable Christmas Gift of Yoshida Aramidzu. New York: Century
- Dizzy Dave. New York: Century
- The Horse Trade. New York: Century
- Jane an' Me. New York: Century
- The Dream Woman. New York: Century

1902
- Naughty Nan. New York: Century. Veröffentlicht bei Lippincotts' 69 (Januar-Ausgabe): p. 3–87

1903
- Sixty Jane. New York: Century.
- The Strike on the Schlafewohlplatz Railroad. New York: Century.
- Our Anchel. New York: Century.
- The Lady and Her Soul. New York: Century.
- The Beautiful Graveyard. New York: Century.
- Lucky Jim. New York: Century.
- The Outrageous Miss Dawn-Dream. New York: Century.
- The Little House in the little Street Where the Sun Never Came. New York: Century.
- The Atonement. New York: Century.

1903
- Madame Butterfly (erste Buchveröffentlichung). New York: Century.

1904
- Little Miss Joy Sing. Philadelphia: H. Altemus

1905
- Seffy. Indianapolis: Bobbs-Merril.
- Heimweh. New York: Macmillan.
- The Siren. New York: Macmillan.
- The Loaded Gun. New York: Macmillan.
- Liebereich. New York: Macmillan.
- Iupiter Tonans. New York: Macmillan.
- Sis. New York: Macmillan.
- Thor's Emerald. New York: Macmillan.
- Guile. New York: Macmillan.

1906
- The Way of the Gods. New York: Grosset and Dunlap.

1908
- Felice. New York: Moffat, Yard&Co.

1912
- Baby Grand. Boston: R.G. Badger.
- Tom, Dick and Harry - Et Cetera. Boston: R.G. Badger.
- Spilled Milk. Boston: R.G. Badger.
- Dull Jim. Boston: R.G. Badger.
- Dolly Jack. Boston: R.G. Badger.
- The Little Lady Who Wouldn't Spoil Christmas. Boston: R.G. Badger.

1913
- War or What Happens When One Loves One's Enemy. Indianapolis: Bobbs-Merril.